# Basilica Sempronia
Die Basilica Sempronia war eine antike Basilika auf dem Forum Romanum in Rom.

## Geschichte
Die Basilica Sempronia wurde 169 v. Chr. als dritte der vier Basiliken aus der Zeit der römischen Republik (Basilica Porcia 184, Basilica Aemilia 179, Basilica Opimia 121 v. Chr.) erbaut. Sie wurde Titus Livius zufolge von dem Zensor Tiberius Sempronius Gracchus, der zuvor mit öffentlichen Geldern das Terrain, auf dem das Haus des Scipio Africanus stand, aufgekauft hatte, hinter einer bereits vorhandenen Ladenzeile (den sog. tabernae veteres) errichtet. Über die Geschichte des Bauwerkes ist nichts weiter bekannt, aber es muss abgerissen worden sein, als auf Veranlassung Gaius Iulius Caesars 54 v. Chr. mit dem Bau der wesentlich größeren Basilica Iulia begonnen wurde.

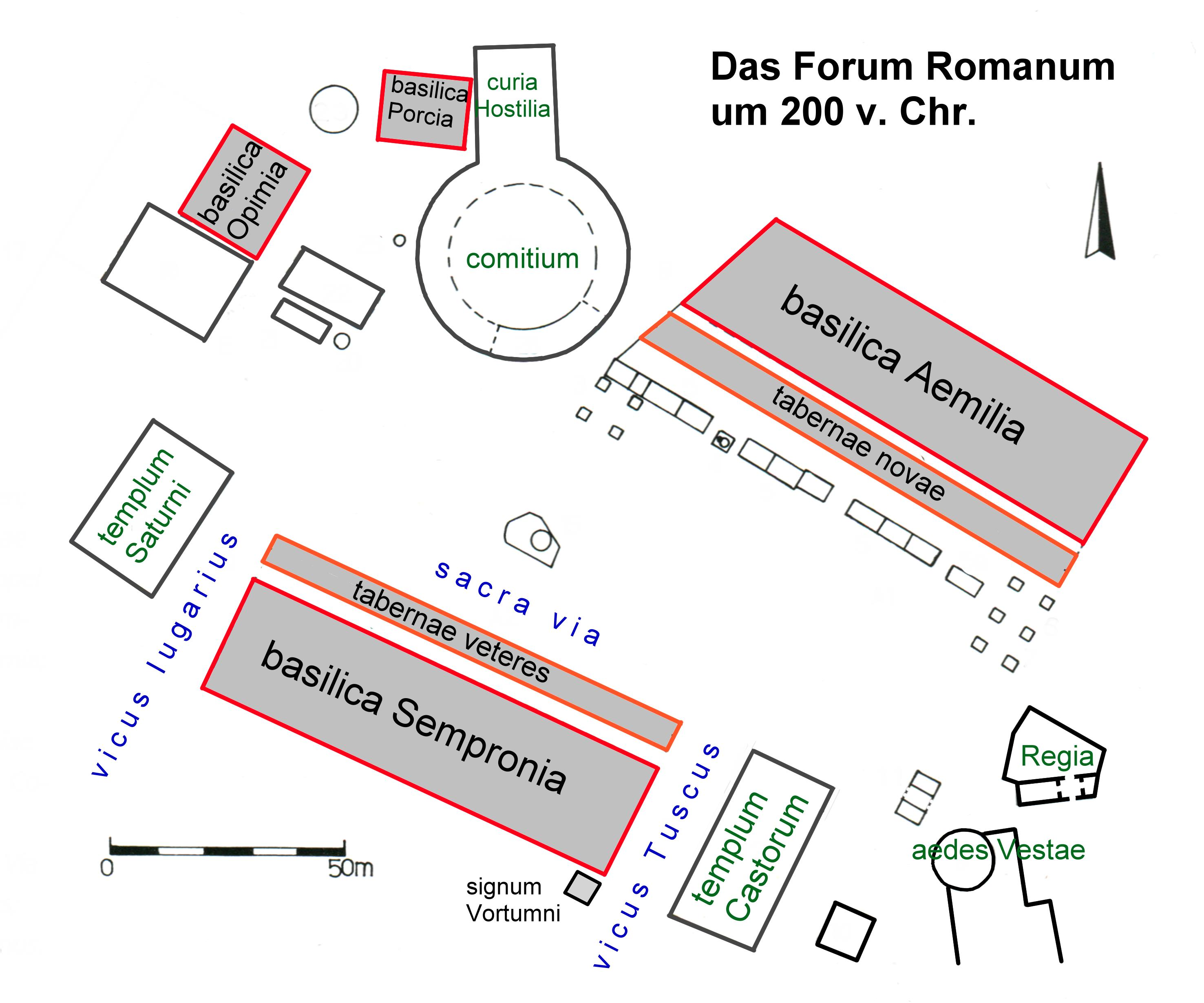
Das Forum Romanum um 200 v. Chr.

## Lage
Die Basilika stand an der Südwestseite des Forum Romanum zwischen den Einmündungen des Vicus Tuscus und des Vicus Iugarius in die Via Sacra – also zwischen dem Tempel der Dioskuren im Osten und dem Tempel des Saturn im Westen –, womit sie einen symmetrischen Ausgleich zur gegenüberliegenden Basilica Aemilia mit ihren tabernae bot.

## Archäologischer Befund
Der archäologische Befund lässt wenig Rückschlüsse auf Aussehen und Größe des Bauwerks zu; Reste der aufgehenden Architektur sind nicht vorhanden. Allerdings wiesen Tiefgrabungen unter dem östlichen Ende des Mittelschiffs der Basilica Iulia Fundamente aus Capellaccio-Tuff und ein Impluvium nach, die zu einem Wohnhaus republikanischer Zeit gehören, das also durchaus das von Livius erwähnte Haus des Scipio Africanus sein könnte. Zwei darüber parallel verlaufende Fundamentierungen in opus quadratum aus Tuffblöcken von Grotta Oscura mit Steinbruchmarkierungen sind die einzigen Reste der Basilica Sempronia. Mit einer Breite von 1,80 m und einem Abstand von 7,25 m lassen sie auf einen Säulenumgang von 5,45 m lichter Breite schließen. Nach Vitruvs Empfehlung für den Bau einer Basilika könnte das Mittelschiff dann eine Breite von ca. 16 m gehabt haben. Weiterhin geht man von einer Gesamtfläche von 1591 Quadratmetern und einer Länge von 39,70 Metern aus. Der Fußboden war aus Travertin und lag nur um 30 cm tiefer als der darüberliegende Marmorboden der Basilica Iulia.

## Architektur
Der Oberbau ragte mit Hilfe von Substruktionen auf einer künstlichen Plattform hoch über dem Forumsplatz auf, während die gegenüberliegende Basilica Aemilia auf einem nahezu ebenerdigen und damit tieferen Niveau liegt.
Da über die aufgehende Architektur, die Länge des Gebäudes oder die Anzahl und Breite der Schiffe nichts bekannt ist, muss jede Rekonstruktion hypothetisch bleiben. Analog zu besser erhaltenen republikanischen Basiliken außerhalb Roms wären geschlossene Außenwände möglich mit einem zentralen und  mittels Fenstern in der Dachlaterne beleuchteten Mittelraum, den an den vier Seiten ein Säulengang umlief. Denkbar wäre auch eine durch Säulen oder Bögen gegliederte Außenfassade mit einem Obergeschoss und einem um das Mittelschiff herumlaufenden Wandelgang.